# Chrysophyllum viride
Chrysophyllum viride, comúnmente llamada aguaí blanco (del guaraní agua'i), es una especie de plantas de la familia  de las sapotáceas que es originaria de Sudamérica. El aguaí blanco, es más dulce y tierno que su similar aguaí anaranjado y por eso se lo come como fruta fresca, a diferencia del aguaí anaranjado que se come más como confitura o dulce en almíbar.